# Refugiul (serial)
Refugiul (engleză Sanctuary) este un serial de televiziune canadian science fiction-fantasy, creat de Damian Kindler și finanțat în cea mai mare parte de Beedie Development Group. Serialul este o extindere a celor opt web-episoade care au fost lansate fără niciun cost prin intermediul Internetului la începutul anului 2007. Văzând succesul acestui serial-web, Syfy a decis să cumpere drepturile de autor și a plătit pentru realizarea unui prim sezon de televiziune format din 13 episoade.

## Prezentare
Personajul principal al serialului este Dr. Helen Magnus, un specialist în teratologie care are vârsta de 157 de ani (fiind născută la 27 august 1850). Ajutată de echipa sa de experți, ea conduce Sanctuarul sau Refugiul, o organizație care caută creaturi și oameni extrem de puternici, ființe cunoscute sub numele de Anormalii, pe care încearcă să le ajute și de la care doresc să învețe lucruri noi, de asemenea trebuind să se ocupe și de cele mai periculoase.

## Distribuție

### Actori principali

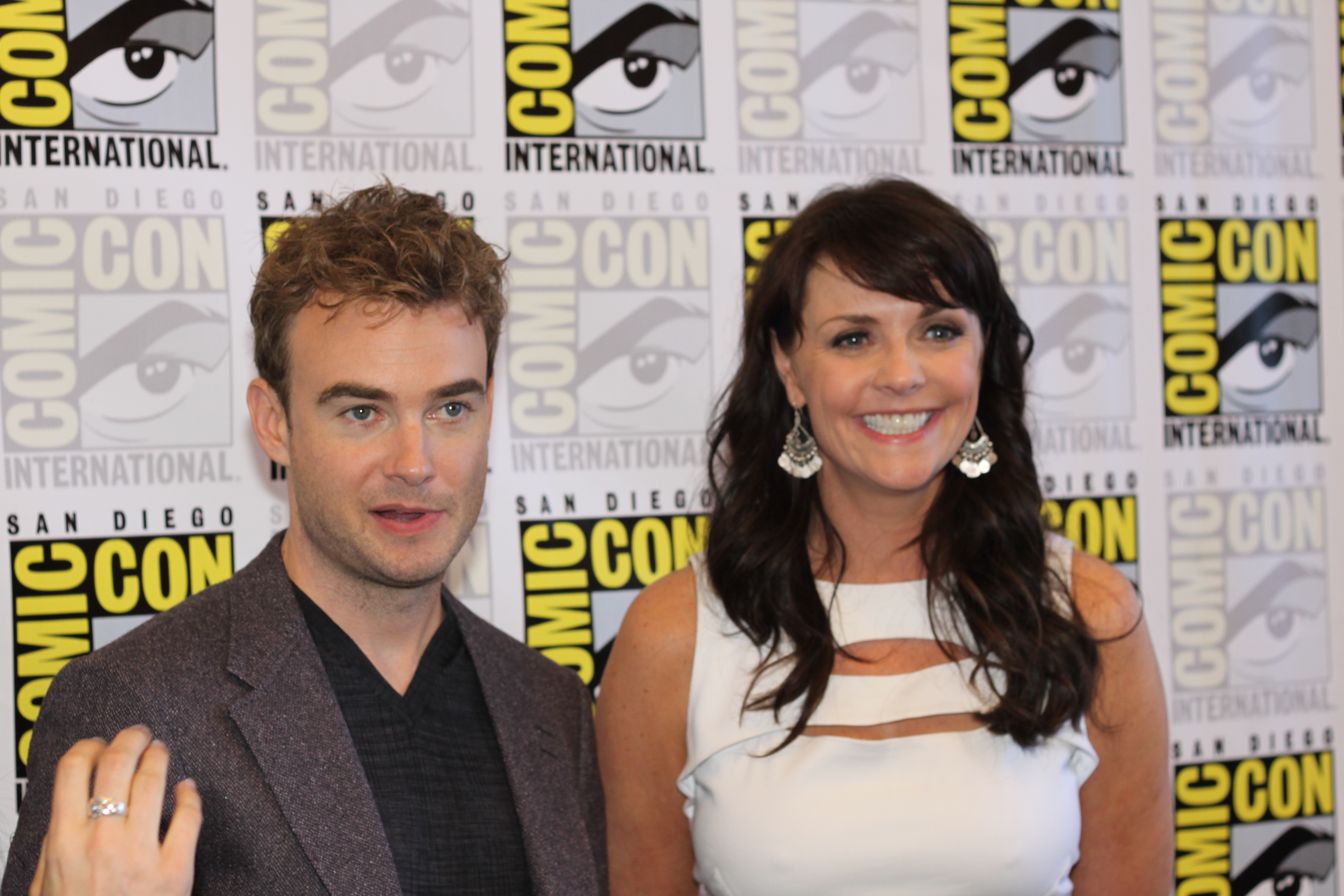
Robin Dunne și Amanda Tapping

- Amanda Tapping ca dr. Helen Magnus
- Robin Dunne  ca dr.  Will Zimmerman
- Emilie Ullerup ca   Ashley Magnus (sezoanele 1, 2 și 4)
- Ryan Robbins ca Henry Foss
- Christopher Heyerdahl ca John Druitt
- Christopher Heyerdahl ca Bigfoot
- Agam Darshi ca Kate Freelander
- Jonathon Youngca Nikola Tesla (personaj bazat pe inventatorul și inginerul american de  origine sârbă, Nikola Tesla)

### Actori secundari
- Peter Wingfield ca James Watson (personaj inspirat de un alt personaj fictiv, Doctor Watson creat de Arthur Conan Doyle)
- Robert Lawrenson ca Declan MacRae
- Vincent Gale ca Nigel Griffin (sezonul 3)
- Christine Chatelain - Clara Griffin (sezoanele 1 et 2)
- Kavan Smith ca Joe Kavanaugh
- Jim Byrnes ca Gregory Magnus
- Cainan Wiebe ca Alexei
- Ian Tracey ca Adam Worth (sezoanele 3 și 4)
- Pascale Hutton ca Abby Corrigan (sezoanele 3 și 4)

## Vezi și
- Steampunk